# 冬野さほ
冬野 さほ（とうの さほ、1970年 - ）は、日本の漫画家。長野県出身。

## 略歴
1988年、『別冊マーガレット』でデビュー。夫は、漫画家松本大洋。夫の作品のアシスタントもつとめている。
少女漫画家として出発したが、後に一般的な漫画とはかなり異なったコマ割りや前衛的な描写を開拓。現在は、主にイラストレーターとして活動している。

## 作品
- うそつきサマー
  - マーガレットコミックス。入手困難。紡木たくの影響を受けた、スタンダードな少女漫画作品。
- ''hello, hello''
  - マーガレットコミックス。入手困難。アウトサイダー・アート的な実験的要素が入ってくる。
- ポケットの中の君
  - マーガレットコミックス。独自のスタイリッシュな絵柄が完成する。映画的描写や絵本的な要素が色濃くなる。
  - 収録作：ポケットの中の君／Apples, oranges, bananas and you／have a flavor of sun／Pop comes up／she loves you／Sunday juice／夢の方がいいよ。
- ツインクル
  - マガジンハウス刊。漫画としてのストーリーの一貫性が崩れ、独自の世界へ向かう。
  - 収録作：Cloudy Wednesday（高野文子の同名の漫画〈『COMIC CUE』で発表され、後に『黄色い本』に収録された〉は本作をリメイクしたもの。）／What happend last night?／ルービックとキューブ
- まよなか
  - ブルース・インターアクションズ刊。大判函付きの絵本。